# Movimento Black Power
O movimento black power ou movimento de libertação dos negros surgiu em meados da década de 1960, a partir do movimento pelos direitos civis nos Estados Unidos, reagindo contra suas tendências moderadas, convencionais e incrementais e representando a demanda por ações mais imediatas para combater a supremacia branca estadunidense. Muitas de suas ideias foram influenciadas pelas críticas de Malcolm X aos métodos de protesto pacífico de Martin Luther King Jr. O assassinato de Malcolm X em 1965, juntamente com as revoltas urbanas de 1964 e 1965, deu início ao movimento. Embora pensadores como Robert F. Williams e Malcolm X tenham influenciado o movimento inicial, as opiniões do Partido dos Panteras Negras são amplamente vistas como a pedra angular. Os ideais partidários foram influenciados por filosofias como o pan-africanismo, o nacionalismo negro e o socialismo, além de eventos contemporâneos, como a Revolução Cubana e a descolonização da África.
Durante o auge do movimento black power no final da década de 1960 e início da década de 1970, muitos afro-americanos adotaram penteados “afro”, roupas africanas ou nomes africanos (como Stokely Carmichael, presidente do Comitê de Coordenação Não Violenta de Estudantes [en], que popularizou a frase “black power” e depois mudou seu nome para Kwame Ture) para enfatizar sua identidade. Outros fundaram lojas comandadas por negros [en], cooperativas de alimentos [en], livrarias, editoras, meios de comunicação, clínicas, escolas e outras organizações voltadas para suas comunidades. As universidades do país começaram a oferecer cursos de estudos negros, e a palavra Black substituiu negro como o uso preferido no país. Outros líderes do movimento foram Huey Newton e Bobby Seale, fundadores do Partido dos Panteras Negras.
Grupos mais extremados, como a organização separatista República da Nova Áfrika e a Liga dos Trabalhadores Negros Revolucionários [en], um partido marxista-leninista. Algumas organizações priorizavam programas sociais, enquanto outras adotavam uma abordagem mais conflituosa; por exemplo, o Partido dos Panteras Negras introduziu um programa de café da manhã gratuito para crianças [en] e estabeleceu clínicas comunitárias, enquanto o  Exército de Libertação Negra realizava atentados a bomba e matava policiais. Como o movimento nunca teve uma autoridade ou estrutura central, sua influência foi diluída pelo sucesso crescente dos candidatos negros a empregos no governo, pela aprovação de leis como a Lei de Direitos Civis de 1968 [en], pela expansão dos programas de bem-estar financiados pelo governo federal e pela ação policial contra seus ativistas. Os ativistas dos direitos civis se concentraram cada vez mais na eleição de políticos negros. O movimento black power entrou em declínio em meados das décadas de 1970 e 1980, embora alguns elementos tenham continuado em organizações como o Congresso Radical Negro [en], fundado em 1998, e o movimento Black Lives Matter, que desde 2013 faz campanha contra o racismo e organiza manifestações quando afro-americanos são mortos por policiais [en].

## História

### Origem
O primeiro uso popular do termo “black power” como slogan social e racial foi feito por Stokely Carmichael (mais tarde conhecido como Kwame Ture) e Willie Ricks (mais tarde conhecido como Mukasa Dada), ambos organizadores e porta-vozes do Comitê de Coordenação Não Violenta de Estudantes [en] (SNCC). Em 16 de junho de 1966, em um discurso em Greenwood, no estado do Mississippi, durante a marcha contra o medo [en], Carmichael liderou os manifestantes em um cântico pelo poder negro que foi televisionado nacionalmente.
A organização Nação do Islã começou como um movimento nacionalista negro na década de 1930, inspirando grupos posteriores. Foi fortemente influenciado pelo pan-asianismo [en], especialmente com relação ao Japão, acreditando em uma unidade entre os povos não brancos. Kevin Gaines argumentou que, na década de 1950, uma versão inicial do movimento Black Power foi contida devido às tensões da Guerra Fria. Isso foi feito por meio de métodos como a restrição de passaportes. Figuras como W. E. B. Du Bois, Paul Robeson e Julian Mayfield [en] fizeram parte desse movimento e alguns, inclusive Mayfield, se sentiram forçados a emigrar para os Estados Unidos e continuar seu ativismo em outros lugares, com Mayfield indo para Gana.
Atribui-se a Malcolm X o grande aumento do número de membros do grupo entre o início da década de 1950 e o início da década de 1960 (de 500 para 25.000, segundo uma estimativa; de 1.200 para 50.000 ou 75.000, segundo outra). Em março de 1964, Malcolm X deixou a Nação do Islã devido a desentendimentos com Elijah Muhammad; entre outras coisas, ele citou seu interesse em trabalhar com líderes dos direitos civis, dizendo que Muhammad o havia impedido de fazer isso. Mais tarde, Malcolm X também disse que Muhammad havia se envolvido em casos extraconjugais com jovens secretárias da Nação‍ — uma grave violação dos ensinamentos do grupo. No dia 21 de fevereiro de 1965, Malcolm X foi baleado e morto enquanto discursava no Audubon Ballroom, em Washington Heights, na cidade de Nova Iorque. Três membros da Nação do Islã foram condenados por assassiná-lo. Apesar disso, há muito tempo há especulações e suspeitas de envolvimento do governo. Os quarenta policiais presentes na cena do crime foram instruídos por seus comandantes a “se retirarem” enquanto o tiroteio acontecia.
Após os Tumultos de Watts, em Los Angeles, em 1965, o Comitê de Coordenação Não Violenta de Estudantes [en] decidiu cortar os laços com o movimento principal de direitos civis. O grupo argumentava que os negros precisavam construir seu próprio poder, em vez de buscar acomodações na estrutura de poder existente. A entidade migrou de uma filosofia de não violência para uma de maior militância a partir de meados da década de 1960. A organização estabeleceu vínculos com grupos radicais, como o Estudantes por uma sociedade democrática [en].
No final de outubro de 1966, Huey Newton e Bobby Seale fundaram o Partido dos Panteras Negras. Ao formular uma nova política, eles se basearam em suas experiências de trabalho em diversas organizações de poder negro.

### Crescimento ao final da década de 1960
Inicialmente, o Partido dos Panteras Negras utilizou leis de porte ostensivo de armas para proteger os membros do partido e as comunidades negras locais das forças policiais. Os membros do partido também registraram incidentes de brutalidade policial seguindo à distância os carros da polícia pelos bairros. Os números aumentaram ligeiramente a partir de fevereiro de 1967, quando o partido forneceu uma escolta armada no aeroporto de São Francisco para Betty Shabazz [en], viúva de Malcolm X e principal oradora em uma conferência realizada em sua homenagem. Em 1967, o SNCC começou a se desintegrar devido a disputas políticas em sua liderança, e muitos membros foram para os Panteras Negras. Durante todo o ano de 1967, os Panteras organizaram comícios e interromperam a Assembleia do Estado da Califórnia com manifestantes armados.
No ano de 1956, o Federal Bureau of Investigation (FBI) desenvolveu o Programa de Contrainteligência para investigar grupos nacionalistas negros e outros. Em 1969, os Panteras Negras e seus aliados se tornaram os principais alvos da Programa de Contrainteligência, sendo apontados em 233 das 295 ações “nacionalistas negras” autorizadas pelo programa. No ano de 1968, foi fundada a República da Nova Áfrika, um grupo separatista que buscava um país negro no sul dos Estados Unidos, mas que se dissolveu no início da década de 1970.

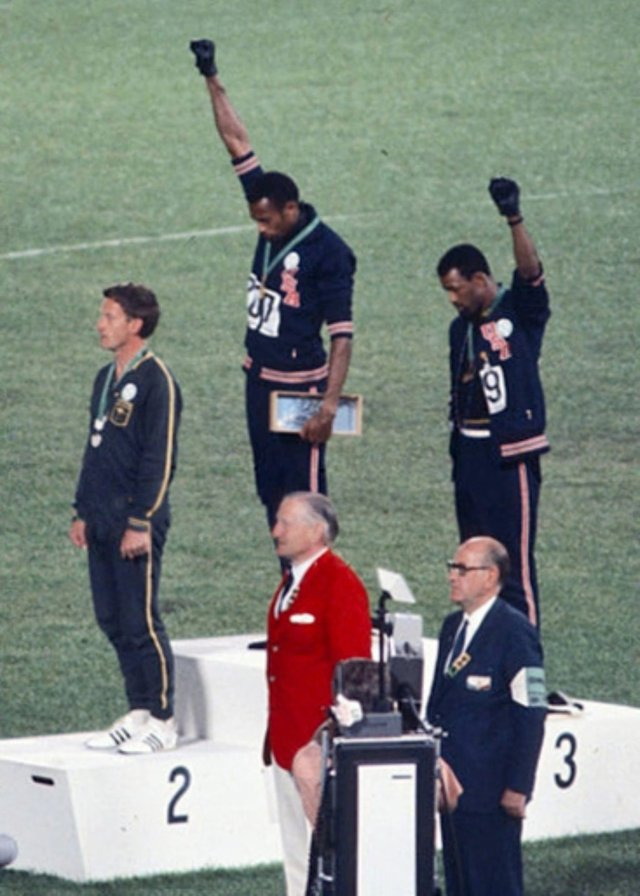
Tommie Smith e John Carlos erguem os punhos em uma saudação ao poder negro nos Jogos Olímpicos de Verão de 1968.

Nos Jogos Olímpicos de Verão de 1968, realizados na Cidade do México, Tommie Smith e John Carlos, medalhistas de ouro e bronze, respectivamente, na  prova de 200 metros, levantaram uma mão com luvas pretas quando o hino nacional estadunidense foi tocado durante a cerimônia de entrega de medalhas. Após o ato, Smith declarou que: “Somos negros e temos orgulho de sermos negros. A América negra entenderá o que fizemos”.
Em 1968, muitos líderes dos Panteras Negras haviam sido presos, inclusive o fundador Huey Newton, pelo assassinato de um policial (a acusação de Newton acabou sendo arquivada), mas o número de membros aumentou. Mais tarde, os Panteras Negras enfrentaram a polícia em um tiroteio em um posto de gasolina de Los Angeles. No mesmo ano, Martin Luther King Jr. foi assassinado, criando tumultos em todo o país, a maior onda de agitação social desde a Guerra Civil Americana. Em Cleveland, em Ohio, a “República da Nova Líbia” enfrentou a polícia no tiroteio de Glenville [en], que foi seguido de tumultos. O ano também marcou o início do Partido dos Panteras Brancas, um grupo de brancos dedicados à causa dos Panteras Negras. Os fundadores Pun Plamondon [en] e John Sinclair foram presos, mas acabaram sendo libertados, em conexão com o atentado a bomba contra um escritório da Agência Central de Inteligência (CIA) em Ann Arbor, no Michigan, em setembro daquele ano.
No ano de 1969, os Panteras Negras começaram a eliminar membros devido ao medo de infiltração de agentes da lei e se envolveram em vários tiroteios com a polícia e um com uma organização nacionalista negra. Os panteras continuaram sua campanha “Free Huey” internacionalmente. No espírito de militância crescente, foi formada em Detroit a Liga dos Trabalhadores Negros Revolucionários [en], que apoiava os direitos trabalhistas e a libertação dos negros.

### Pico no início da década de 1970

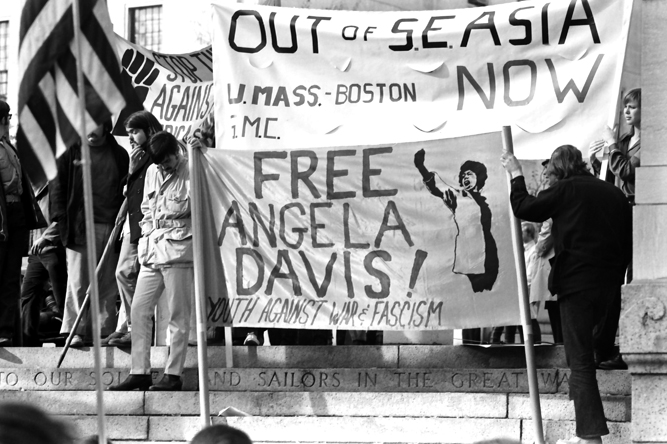
Manifestantes exigindo a libertação de Angela Davis

No ano de 1970, o Primeiro Ministro Honorário do Partido dos Panteras Negras, Stokely Carmichael, viajou para vários países para discutir métodos de resistência ao “imperialismo americano”. Em Trindade e Tobago, o movimento Black Power havia se transformado na Revolução Black Power [en], na qual muitos afro-trinidadianos forçaram o governo de Trindade a fazer reformas. Mais tarde, muitos Panteras visitaram a Argélia para discutir o pan-africanismo e o anti-imperialismo. No dia 22 de outubro de 1970, acredita-se que o Exército de Libertação Negra tenha colocado uma bomba na Igreja de São Brendan, em São Francisco, enquanto ela estava cheia de pessoas que participavam do funeral do policial de São Francisco Harold Hamilton, que havia sido morto no cumprimento do dever ao reagir a um assalto a banco. A bomba foi detonada, mas ninguém na igreja sofreu ferimentos graves.
Em 1971, vários líderes dos Panteras fugiram dos Estados Unidos devido a preocupações com a polícia. Esse foi o único ano em que a equipe de assalto revolucionária negra [en] esteve ativa, um grupo que bombardeou o escritório consular sul-africano em Nova Iorque em protesto contra o apartheid. Em 20 de setembro, colocou bombas nas missões da Organização das Nações Unidas (ONU) na República do Congo em Quinxassa e na República do Malawi. Em fevereiro de 1971, divisões ideológicas dentro do Partido dos Panteras Negras entre os líderes Newton e Eldridge Cleaver levaram a duas facções dentro do partido; o conflito tornou-se violento e quatro pessoas foram mortas em uma série de assassinatos. No dia 21 de maio de 1971, cinco membros do Exército de Libertação Negra participaram dos disparos contra dois policiais da cidade de Nova Iorque, Joseph Piagentini e Waverly Jones. Entre os que foram levados a julgamento pelos tiroteios estão Anthony Bottom (também conhecido como Jalil Muntaqim [en]), Albert Washington, Francisco Torres, Gabriel Torres e Herman Bell.
Durante a sentença de prisão do Pantera Branca John Sinclair, foi realizado um show “Free John”, que incluiu a presença dos músicos John Lennon e Stevie Wonder. Sinclair foi libertado dois dias depois. Em 29 de agosto, três membros do Partido dos Panteras Negras assassinaram o sargento da polícia de São Francisco, John Victor Young, em sua delegacia de polícia. Dois dias depois, o San Francisco Chronicle recebeu uma carta assinada pelo partido reivindicando a autoria do ataque. No final do ano, Huey Newton visitou a China para reuniões sobre a teoria maoista e o anti-imperialismo. George Jackson, ícone do movimento, tentou fugir da prisão em agosto, matando sete reféns, mas acabou sendo morto. A morte de Jackson desencadeou a rebelião de Attica, que mais tarde foi encerrada em um cerco sangrento. Em 3 de novembro, o policial James R. Greene, do Departamento de Polícia de Atlanta [en], foi baleado e morto em sua van de patrulha em um posto de gasolina por membros do Exército Negro de Libertação [en].
O ano de 1972, ficou marcado pelo ano que Newton fechou muitas filiais dos Panteras Negras e realizou uma reunião do partido em Oakland, na Califórnia. No dia 27 de janeiro, o Exército de Libertação Negra assassinou os policiais Gregory Foster e Rocco Laurie na cidade de Nova Iorque. Após as mortes, uma nota enviada às autoridades retratou os assassinatos como uma retaliação pelas mortes de prisioneiros durante o motim na prisão de Attica em 1971. Em 31 de julho, cinco membros armados do partido sequestraram o voo 841 da Delta Air Lines [en], cobrando um resgate de um 1  milhão de dólares e desviando o avião para a Argélia, depois que os passageiros foram libertados. As autoridades locais apreenderam o resgate, mas permitiram que o grupo fugisse. Quatro deles acabaram sendo capturados pelas autoridades francesas em Paris, onde foram condenados por vários crimes, mas um deles - George Wright - permaneceu foragido até 26 de setembro de 2011, quando foi capturado em Portugal. Após ser acusado de assassinar uma prostituta de 17 anos, chamada Kathleen Smith em 1974, Huey Newton fugiu para Cuba. Elaine Brown tornou-se líder do partido e embarcou em uma campanha eleitoral.

### Estagnação do movimento

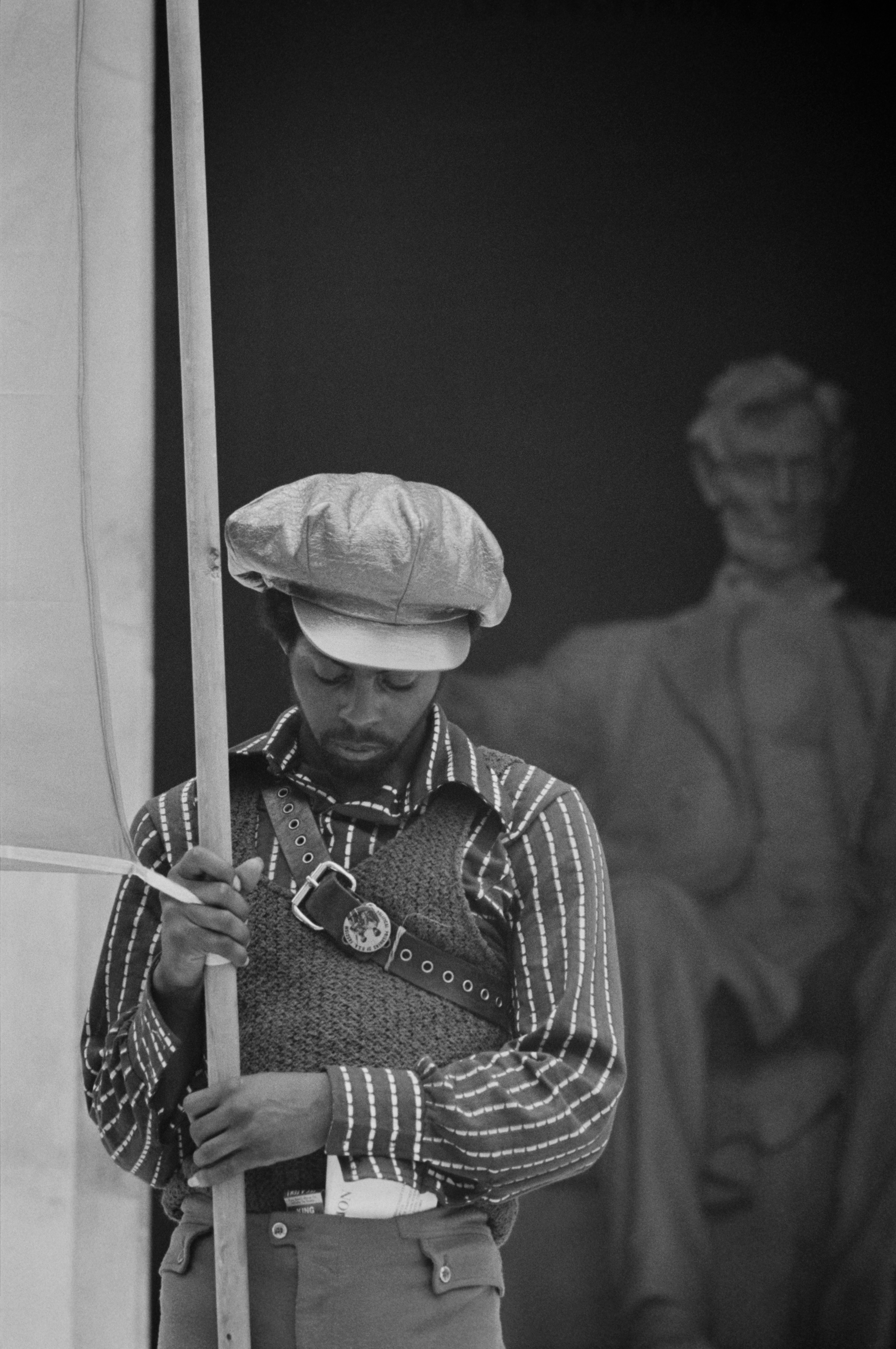
Panteras Negras no Lincoln Memorial, em Washington, em junho de 1970.

No final da década de 1970, um grupo rebelde que recebeu o nome do prisioneiro morto formou a Brigada George Jackson [en]. De março de 1975 a dezembro de 1977, a Brigada assaltou pelo menos sete bancos e detonou cerca de 20 bombas de tubo - tendo como alvo principal prédios do governo, instalações de energia elétrica, lojas da Safeway [en] e empresas acusadas de racismo. Em 1977, Newton voltou do exílio em Cuba. Pouco tempo depois, Elaine Brown renunciou ao partido e fugiu para Los Angeles. O partido se desfez, deixando apenas alguns membros.
O grupo MOVE surgiu na Filadélfia em 1972 como o Christian Movement for Life, um grupo de vida comunitária baseado nos princípios da Libertação Negra. Quando a polícia invadiu sua casa em 1978, houve um tiroteio durante o tiroteio, um policial foi morto, sete outros policiais, cinco bombeiros, três membros do MOVE e três transeuntes também ficaram feridos.
Em outro incidente de grande repercussão do Exército de Libertação Negro, Assata Shakur, Zayd Shakur e Sundiata Acoli [en] teriam aberto fogo contra policiais estaduais em Nova Jérsia depois de serem parados por causa de uma lanterna traseira quebrada. Zayd Shakur e o policial estadual Werner Foerster foram mortos durante a troca de tiros. Após sua captura, Assata Shakur foi julgada em seis processos criminais diferentes. De acordo com Shakur, ela foi espancada e torturada durante seu encarceramento em várias prisões federais e estaduais diferentes. As acusações variavam de sequestro a assalto e agressão e roubo a banco. Assata Shakur foi considerada culpada pelo assassinato de Foerster e de seu companheiro Zayd Shakur, mas escapou da prisão em 1979 e acabou fugindo para Cuba e recebendo asilo político. Acoli foi condenada pelo assassinato de Foerster e sentenciada à prisão perpétua — sendo solto apenas em 2022.
No ano de1978, um grupo de membros do Exército de Libertação Negra e do Weather Underground formou a Organização Comunista 19 de Maio [en] (M19CO). Também incluía membros dos Panteras Negras e da República da Nova África. No ano de 1979, três membros do M19CO entraram no centro de visitantes do Centro de Correção para Mulheres Edna Mahan [en], próximo de Clinton, em Nova Jérsia. Eles tomaram dois guardas como reféns e libertaram Shakur. Após alguns meses, o M19CO providenciou a fuga de William Morales [en], um membro do grupo separatista porto-riquenho Forças Armadas de Libertação Nacional de Porto Rico do Hospital Bellevue [en], na cidade de Nova Iorque, onde estava se recuperando depois que uma bomba que ele estava construindo explodiu em suas mãos.

### Declínio na década de 1980
Durante a década de 1980, o movimento black power continuou, apesar do declínio de sua popularidade e do número de membros da organização. O Exército Negro de Libertação [en] esteve ativo nos Estados Unidos até pelo menos 1981, quando um assalto a um caminhão da Brink's [en], realizado com o apoio dos ex-membros do Weather Underground, Kathy Boudin [en] e David Gilbert [en], deixou um guarda e dois policiais mortos. Boudin e Gilbert, juntamente com vários membros do Partido dos Panteras Negras, foram presos posteriormente.
O M19CO participou de uma campanha de bombardeio na década de 1980. Eles tinham como alvo uma série de prédios governamentais e comerciais, inclusive o Senado dos Estados Unidos. Em 3 de novembro de 1984, dois membros do M19CO, Susan Rosenberg [en] e Timothy Blunk, foram presos em um mini armazém que haviam alugado em Cherry Hill, Nova Jérsia. A polícia recuperou do depósito mais de 100 cápsulas de detonação, quase 200 bastões de dinamite, mais de 100 cartuchos de explosivo em gel e 24 sacos de agente de detonação. O último atentado a bomba da aliança M19CO foi em 23 de fevereiro de 1985, na Associação Benevolente dos Policiais, na cidade de Nova Iorque.
O MOVE havia se mudado para Oeste da Filadélfia [en] após o tiroteio anterior. No dia 13 de maio de 1985, a polícia, juntamente com o delegado da cidade, Leo A. Brooks Sr. [en], chegou com mandados de prisão e tentou esvaziar o prédio do MOVE e prender os membros acusados do MOVE. Isso levou a um impasse armado com a polícia, que lançou bombas de gás lacrimogêneo contra o prédio. Os membros do MOVE atiraram contra a polícia, que revidou com armas automáticas. A polícia então bombardeou a casa, matando vários adultos e crianças e causando um grande incêndio que destruiu a maior parte de um quarteirão da cidade.
Em 1989, já nos anos finais do movimento, foi formado o Novo Partido dos Panteras Negras [en]. No mesmo ano, em 22 de agosto, Huey Newton foi baleado fatalmente do lado de fora por Tyrone Robinson, de 24 anos, membro da Black Guerrilla Family [en].

## Características

### Educação
O quinto ponto do Programa de Dez Pontos do Partido dos Panteras Negras [en] exigia “educação para nosso povo que exponha a verdadeira natureza dessa sociedade americana decadente. Queremos uma educação que nos ensine nossa verdadeira história e nosso papel na sociedade atual”. Esse sentimento foi ecoado em muitas outras organizações de poder negro; a inadequação da educação dos negros já havia sido comentada por W. E. B. Du Bois, Marcus Garvey e Carter G. Woodson.
Com esse pano de fundo, Stokely Carmichael levou a educação política para seu trabalho com a SNCC na zona rural ao sul do país. Isso incluiu campanhas de obtenção de votos e alfabetização política. Bobby Seale e Huey Newton usaram a educação para lidar com a falta de identidade na comunidade negra. Seale havia trabalhado com jovens em um programa pós-escola antes de fundar os Panteras. Com essa nova educação e construção de identidade, eles acreditavam que poderiam capacitar os negros americanos a reivindicar sua liberdade.

### Imprensa
Assim como os ativistas do black power se concentraram no controle comunitário das escolas e da política, o movimento teve grande interesse em criar e controlar suas próprias instituições de imprensa. O mais famoso foi o fato de o Partido dos Panteras Negras ter produzido o jornal Black Panther [en], que provou ser uma das ferramentas mais influentes do partido para disseminar sua mensagem e recrutar novos membros.
A WAFR foi lançada em setembro de 1971 como a primeira estação de rádio negra pública e comunitária. A estação de Durham, Carolina do Norte, transmitiu até 1976, mas influenciou estações de rádio ativistas posteriores, incluindo a WPFW em Washington, D.C., e a WRFG em Atlanta.

## Movimento black power na Austrália
O movimento black power estadunidense influenciou os ativistas aborígenes australianos a partir do final da década de 1960, especialmente em Sydney, Brisbane e Melbourne. O termo ficou amplamente conhecido depois que a Liga para o Avanço Aborígene [en] (AAL), liderada por Bruce McGuinness [en] e Bob Maza [en], convidou o ativista caribenho Roosevelt Brown para dar uma palestra sobre o poder negro em Melbourne em 1968, causando um frenesi na mídia. A AAL foi influenciada pelas ideias de Malcolm X e Stokely Carmichael. O “movimento black power” australiano surgiu em Redfern [en], em Sydney, Fitzroy [en], em Melbourne e South Brisbane [en], em Queensland após o Freedom Ride [en] liderado por Charles Perkins [en] em 1965. Havia um pequeno grupo de pessoas no centro do movimento conhecido como Black Caucus.
A poetisa e ativista Bobbi Sykes definiu o black power australiano como “o poder gerado por pessoas que buscam identificar seus próprios problemas e os da comunidade como um todo, e que se esforçam para agir de todas as formas possíveis para resolver esses problemas”, enquanto Paul Coe [en] o viu como a necessidade de os aborígenes “assumirem o controle dos recursos econômicos, políticos e culturais do povo e da terra... para que eles mesmos tenham o poder de determinar seu próprio futuro”. Mais tarde, o ativista e acadêmico Gary Foley [en] escreveu que, na Austrália, o black power “tratava essencialmente da necessidade de os negros definirem o mundo em seus próprios termos e de buscarem a autodeterminação e a independência em seus próprios termos, sem a interferência dos brancos”. O Serviço Jurídico para Aborígenes [en] em Redfern surgiu a partir desse ativismo e da influência do movimento black power.

## Legado

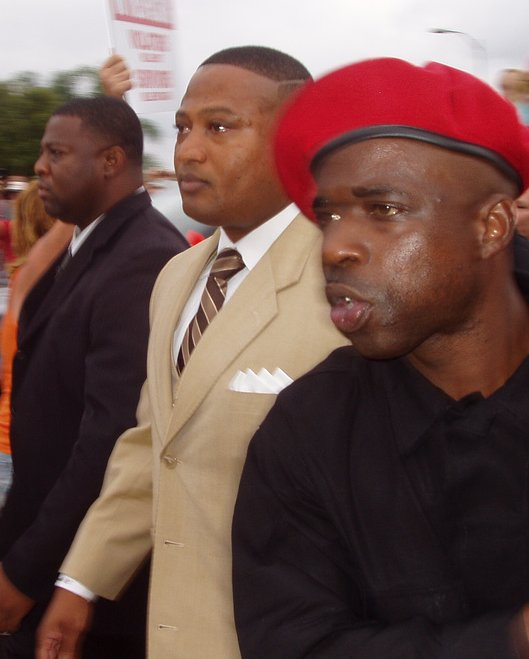
Marcha dos membros do Novo Partido dos Panteras Negras em 2007

Após a década de 1970, o movimento black power entrou em declínio, mas não chegou ao fim. No ano de 1998, foi fundado o Congresso Radical Negro [en], com efeitos discutíveis. O Partido de Libertação dos Cavaleiros Negros [en] foi criado por membros das gangues Bloods e Crips como uma tentativa de recriar o Black Panther Party em 1996. O grupo se espalhou, criando divisões em cidades dos Estados Unidos e frequentemente organizando marchas paramilitares.
Durante a eleição presidencial de 2008, os membros do Partido dos Panteras Negras foram acusados de intimidação de eleitores [en] em uma seção eleitoral em um distrito eleitoral predominantemente negro e democrata da Filadélfia. Após o assassinato de Trayvon Martin, foram formados paramilitares do poder negro, incluindo o Clube de Armas Huey Newton [en], a African American Defense League e a New Black Liberation Militia, todos organizando marchas armadas e treinamento militar
Alguns compararam o movimento moderno Black Lives Matter ao movimento black power, observando suas semelhanças. O Movement for Black Lives [en] promove abertamente o poder negro.

## Organizações
- Partido Revolucionário dos Panteras Negras
- MOVE
- Exército de Libertação Negra